# Eduardo Franco Isaza
Eduardo Franco Isaza (n. Sogamoso, Boyacá, 1920-f. Bogotá, 13 de julio de 2009) fue un político y exguerrillero colombiano. Fue parte de las guerrillas liberales de los llanos orientales.

## Biografía
Nació en Sogamoso (Boyacá) y estudió en el Colegio de Boyacá en Tunja. Tras la muerte de su padre se unió a las guerrillas liberales.
Comandó las guerrillas liberales de los llanos orientales al lado de Guadalupe Salcedo entre otros, durante La violencia bipartidista. Estas guerrillas realizaron la emboscada de El Turpial el 22 de julio de 1952, entre otros combates y acciones contra el gobierno y los conservadores (chulavitas, pájaros y guerrillas de paz). Además formularon la Ley del Llano firmado por 42 dirigentes liberales de los llanos orientales, el 11 de septiembre de 1952. Tras la amnistía a las guerrillas liberales en septiembre de 1953, pactada con el general Alfredo Duarte Blum, la cual Franco consideró una traición, se exilió en Venezuela, se casó con Inés Mendoza García, hija del líder liberal Plinio Mendoza Neira, y ejerció como periodista. Escribió el libro Las guerrillas del llano: testimonio de una lucha de cuatro años por la libertad, que sería censurado en Colombia. Murió en Bogotá de una enfermedad cardiaca.

## Obras
- Las guerrillas del llano: testimonio de una lucha de cuatro años por la libertad, 1955